# Osceola County (Michigan)
Osceola County ist ein County im Bundesstaat Michigan der Vereinigten Staaten. Der Verwaltungssitz (County Seat) ist Reed City. Das U.S. Census Bureau hat bei der Volkszählung 2020 eine Einwohnerzahl von 22.891 ermittelt.

## Geographie
Das County liegt etwas nordwestlich des geographischen Zentrums der Unteren Halbinsel von Michigan und hat eine Fläche von 1484 Quadratkilometern, wovon 18 Quadratkilometer Wasserfläche sind. Es grenzt im Uhrzeigersinn an folgende Countys: Missaukee County, Clare County, Mecosta County, Lake County und Wexford County.

## Geschichte
Osceola County wurde 1840 aus Teilen des Mackinac County gebildet. Bis 1843 hieß es Unwattin County. Benannt wurde es nach Osceola, einem Häuptling der Seminolen.

## Demografische Daten
Nach der Volkszählung im Jahr 2000 lebten im Osceola County 23.197 Menschen in 8.861 Haushalten und 6.415 Familien. Die Bevölkerungsdichte betrug 16 Einwohner pro Quadratkilometer. Ethnisch betrachtet setzte sich die Bevölkerung zusammen aus 97,51 Prozent Weißen, 0,35 Prozent Afroamerikanern, 0,50 Prozent amerikanischen Ureinwohnern, 0,22 Prozent Asiaten, 0,02 Prozent Bewohnern aus dem pazifischen Inselraum und 0,20 Prozent aus anderen ethnischen Gruppen; 1,21 Prozent stammten von zwei oder mehr Ethnien ab. 0,99 Prozent der Bevölkerung waren spanischer oder lateinamerikanischer Abstammung.
Von den 8.861 Haushalten hatten 32,9 Prozent Kinder unter 18 Jahren, die bei ihnen lebten. 58,1 Prozent waren verheiratete, zusammenlebende Paare, 9,7 Prozent waren allein erziehende Mütter und 27,6 Prozent waren keine Familien. 22,6 Prozent waren Singlehaushalte und in 9,8 Prozent lebten Menschen im Alter von 65 Jahren oder darüber. Die Durchschnittshaushaltsgröße betrug 2,58 und die durchschnittliche Familiengröße lag bei 3,01 Personen.
27,1 Prozent der Bevölkerung waren unter 18 Jahre alt. 8,0 Prozent zwischen 18 und 24 Jahre, 26,5 Prozent zwischen 25 und 44 Jahre, 24,2 Prozent zwischen 45 und 64 Jahre und 14,2 Prozent waren 65 Jahre oder älter. Das Durchschnittsalter betrug 38 Jahre. Auf 100 weibliche Personen kamen 97,7 männliche Personen. Auf 100 Frauen im Alter von 18 Jahren und darüber kamen statistisch 94,7 Männer.
Das jährliche Durchschnittseinkommen eines Haushalts betrug 34.102 US-Dollar, das Durchschnittseinkommen einer Familie 39.205 USD. Männer hatten ein Durchschnittseinkommen von 29.837 USD, Frauen 22.278 USD. Das Pro-Kopf-Einkommen betrug 15.632 USD. 9,5 Prozent der Familien und 12,7 Prozent der Bevölkerung lebten unterhalb der Armutsgrenze.